# التخطيط المنهجي للمصنع
التخطيط المنهجي للمصنع يُعنى بالترتيب الفعلي للمعدات و الملحقات و المرافق الأساسية داخل المصنع أو مكان العمل. وتتم دراسة و تخطيط المصنع بطرق هندسية تستخدم لتحليل التكوينات الأساسية و الأولية لمختلف المنشآت الصناعية. التخطيط المنهجي للمصانع هو تقنية أو أداة تسمح بتحديد و تصوير و ترتيب مختلف الأنشطة و العلاقات و البدائل التي ينطوي عليها مشروع تخطيط مصنع أو ورشة عمل ما. التخطيط المناسب للمصنع من العوامل الأساسية في تطوير العمل وينتج عنه زيادة الإنتاجية و المحافظة على الجهد و الوقت , و هو عامل مهم في تقليل التكاليف و الأخطاء الواردة في العمليات الصناعية, و يزيد من كفاءة العاملين.

## عوامل منهجية التخطيط
ترتكز منهجية التخطيط على ثلاث عوامل: مجال العمل،العلاقات و الروابط ، و التنظيم و التوافق.
مجال العمل يتضمن:
- متطلبات العمل.
- مساحة العمل المتاحة و تناسبها مع الإنتاج المطلوب.
- الرسم التخطيطي لمساحة العمل.

العلاقات والروابط تتضمن:
- جمع البيانات و المدخلات.
- طبيعة و نوعية العلاقات.
- الرسم التخطيطي الذي يربط أجزاء العمل.

التنظيم والتوافق يتضمن:
- أهمية التطوير و التعديل.
- تحديد و تقنين العمليات.
- التقييم و الاختيار النهائي

## الخطوات الخمس لتطبيق التخطيط المنهجي للمصنع
1. إنشاء و رسم العلاقات: في هذه الخطوة يقوم المستخدم بربط كل نشاط ومكان ووظيفة في نطاق العمل بالأنشطة الأخرى.
2. إنشاء متطلبات مساحة العمل: هنا يتم تحديد مساحة العمل و الملحقات و جميع متطلبات كل وظيفةونشاط.
3. رسم تخطيطي لربط الأنشطة: في هذه الخطوة يتم ربط الأنشطة ببعضها بخطوط بصرية مبنية على تقاربها.
4. رسم تخطيطي لمساحة العمل: هذه الخطوة تتيح تصور وترتيب وتخطيط متطلبات جميع الوظائف.
5. وضع و تقييم ترتيبات بديلة: يتم هنا اختيار التصميم الأمثل المناسب للعمل المطلوب.